# Rhynchospora megaplumosa
Rhynchospora megaplumosa  là loài thực vật có hoa trong họ Cói. Loài này được E.L.Bridges & Orzell mô tả khoa học đầu tiên năm 2000.